# Isla Las Piedras
Isla Las Piedras är en ö i Mexiko. Den ligger norr om flodmynningen Boca las Piedras och tillhör kommunen Ahome i delstaten Sinaloa, i den västra delen av landet.